# (523642) 2010 SS43
(523642) 2010 SS43 ist ein großes transneptunisches Objekt im Kuipergürtel, das bahndynamisch als erweitertes Scattered Disk Object (DO) eingestuft wird. Aufgrund seiner Größe gehört der Asteroid zu den Zwergplanetenkandidaten.

## Entdeckung
2010 SS43 wurde am 17. September 2010 von einem Astronomenteam, bestehend aus B. Gibson, T. Goggia, N. Primak, A. Schultz und M. Willman, im Rahmen des Pan-STARRS-Projekts mit dem 1,8-m-Ritchey Chretien-Teleskop (PS1) am Haleakalā-Observatorium (Maui) entdeckt. Die Entdeckung wurde am 26. Juli 2016 bekanntgegeben, der Planetoid erhielt am 25. September 2018 von der IAU die Kleinplaneten-Nummer 523642.
Nach seiner Entdeckung ließ sich 2010 SS43 auf Fotos, die im Rahmen des Sloan-Digital-Sky-Survey-Programmes (SDSS) am Apache-Point-Observatorium (New Mexico) gemacht wurden, bis zum 21. Januar 2009 zurückgehend identifizieren und so seinen Beobachtungszeitraum um eineinhalb Jahre verlängern, um so seine Umlaufbahn genauer zu berechnen. Bisher wurde der Planetoid nur durch das Pan-STARRS-Teleskop beobachtet. Im Oktober 2018 lagen insgesamt 62 Beobachtungen über einen Zeitraum von 10 Jahren vor. Die bisher letzte Beobachtung wurde im Januar 2018 auch wieder am Pan-STARRS-Teleskop durchgeführt. (Stand 3. April 2019)

## Eigenschaften

### Umlaufbahn
2010 SS43 umkreist die Sonne in 303,39 Jahren auf einer elliptischen Umlaufbahn zwischen 35,48 AE und 54,81 AE Abstand zu deren Zentrum. Die Bahnexzentrizität beträgt 0,214, die Bahn ist 34,47° gegenüber der Ekliptik geneigt. Derzeit ist der Planetoid 39,10 AE von der Sonne entfernt. Das Perihel durchläuft er das nächste Mal 2054, der letzte Periheldurchlauf dürfte also im Jahre 1750 erfolgt sein.
Marc Buie (DES) klassifiziert den Planetoiden als erweitertes SDO (ESDO bzw. DO), während vom Minor Planet Center keine spezifische Einstufung existiert; letzteres ordnet ihn als Nicht-SDO und allgemein als «Distant Object» ein. Das Johnston’s Archive führt ihn als «other TNO» auf, was bedeutet, dass es mit Sicherheit kein Cubewano oder Resonantes KBO ist.

### Größe
Derzeit wird von einem Durchmesser von 302 km ausgegangen, basierend auf einem Rückstrahlvermögen von 8 % und einer absoluten Helligkeit von 6,0 m. Ausgehend von diesem Durchmesser ergibt sich eine Gesamtoberfläche von etwa 287.000 km2. Die scheinbare Helligkeit von 2010 SS43 beträgt 21,93 m.
Da es denkbar ist, dass sich 2010 SS43 aufgrund seiner Größe im hydrostatischen Gleichgewicht befindet und somit weitgehend rund sein könnte, erfüllt er möglicherweise die Kriterien für eine Einstufung als Zwergplanet. Mike Brown geht davon aus, dass es sich bei 2010 SS43 um vielleicht einen Zwergplaneten handelt.
| Jahr                                         | Abmessungen km | Quelle   |
| -------------------------------------------- | -------------- | -------- |
| 2018                                         | 293,0          | Johnston |
| 2018                                         | 302,0          | Brown    |
| Die präziseste Bestimmung ist fett markiert. |                |          |